# Восстания в Кот-д’Ивуаре (2017)
Восстания в Кот-д’Ивуаре 2017 года — серия вооружённых выступлений военнослужащих Вооружённых сил Кот-д’Ивуара в январе и мае 2017 года. Бунты охватили такие города как Абиджан, Ямусукро, Ман, Буаке, Одиенне, Корого, Димбокро, Далоа, Бондуку, Тулепле, Даукро, Абобо.

## Январские мятежи
6 января группа демобилизованных солдат ворвалась в город Буаке. Около двух часов ночи они вступили в перестрелку с местными силовиками. Затем военные захватили оружие в полицейских участках и заняли позиции на северном и южном въездах в город. Сам Буаке патрулировали отряды повстанцев в балаклавах на автомобилях и мотоциклах. Кроме того, утром произошёл бой у военного лагеря в Далоа. Чуть позже столкновения зафиксированы в городе Корого.
7 января поступили сообщения о перестрелках на военной базе в центре Абиджана и Мане.
Мятежники потребовали повышения зарплаты, выплаты бонусов и сокращения сроков, необходимых для получения более высоких званий. Правительство приняло пожелания бунтовщиков. Делегация во главе с министром обороны Ален-Ришаром Донвахи достигла соглашения с повстанцами. Согласно условиям сделки большинство солдат вернулись в казармы вечером 7-го числа. Некоторые остались патрулировать улицы, чтобы не допустить мародёрства.
В качестве залога мятежники взяли в заложники министра обороны Донвахи и заместителя командира Республиканской гвардии Иссиака Уаттара, но после выполнения властями своих обещаний отпустили их. На 8 января ситуация окончательно стабилизировалась, и повстанцы разоружились.
17 января вспыхнули выступления в Ямусукро, Буаке, Мане, Димбокро и Далоа. Мятежники хотели получить аналогичные уступки. В этот раз не обошлось без жертв. В Ямусукро были застрелены четыре человека, в том числе не менее двух мятежников, убитых Республиканской гвардией.

## Майский мятеж
8 мая начался новый бунт. Поводом для него стала невыплата премий, согласованных в январе: эквивалент 12 тысяч евро на солдата. Через сутки после того, как было достигнуто соглашение, правительство отменило выплату компенсаций. В Буаке и Корого были убиты по меньшей мере восемь мирных жителей, протестовавших против мятежа. 14 мая погиб один из повстанцев. Министр обороны страны объявил о выдаче денежных вознаграждений на сумму в 5 миллионов ивуарийских франков, но повстанцы потребовали 7. В это же время войска, лояльные президенту Алассану Уаттаре, начали силовую операцию, окружив занятые взбунтовавшимися солдатами районы.
16 мая стороны конфликта пришли к мирному соглашению. Правительство предложило мятежникам немедленную премиальную выплату в размере пяти миллионов франков КФА (6500 фунтов стерлингов; 8400 долларов США) за 8400 мятежников и ещё два миллиона франков КФА в конце июня.

## Последствия
Мятежи снизили доверие иностранных инвесторов к «ивуарийскому экономическому чуду», которое Кот-д'Ивуар продемонстрировал после окончания Второй Ивуарийской войны.